# Tension à vide
En électrotechnique et en électronique, la tension à vide d'un générateur est sa force électromotrice quand aucune charge n'est connectée en sortie.
La tension à vide est la tension mesurée sur une alimentation quand le courant est nul, le circuit ouvert ... etc.
Attention, I = 0 n'implique pas que U = 0 par une loi d'Ohm, qui ne se vérifie pas dans ces conditions.